# Незастосування першим
У ядерній етиці та теорії стримування терміном «Незастосування першим» (англ. No first use, NFU) позначається політика, згідно з якою ядерна держава офіційно утримується від використання ядерної зброї або іншої зброї масового знищення під час війни, за винятком удару у відповідь на напад ворожої держави з використанням такої зброї. Ці зобов'язання призводять до того, що дана ядерна держава може брати участь у конфлікті з застосуванням звичайних озброєнь, але цілеспрямовано відмовляється від будь-яких стратегічних переваг ядерної зброї, за умови, що ворожі сили такої зброї не використовують або і не мають. Ця концепція в основному використовується стосовно ядерного взаємного знищення, але також застосовується до хімічної та біологічної війни, як у випадку офіційної політики Індії щодо зброї масового знищення.
На 2022 рік єдиними ядерними державами, які офіційно дотримуються політики «незастосування першим», є Китай та Індія, що прийняли це зобов'язання у 1964 та 1998 роках відповідно. НАТО і низка його держав-членів неодноразово відкидали заклики прийняти таку політику, оскільки за часів існування Радянського Союзу ключовим варіантом надання НАТО надійного ядерного стримування зазвичай вважався превентивний ядерний удар, компенсуючи перевагу у звичайних озброєннях радянської армії в Євразії. У 1993 році Росія скасувала обіцянку не застосовувати першою ядерну зброю, яку дав Леонід Брежнєв у 1982 році. Пізніше в 2000 році Росія зазначила, що залишає за собою право використовувати ядерну зброю у відповідь на широкомасштабну неядерну агресію. Пакистан також робив подібні заяви, в основному з посиланням на військову загрозу, що періодично виникає з боку Індії. Північна Корея публічно пообіцяла утриматися від превентивного ядерного удару, водночас погрожуючи застосуванням зброї масового ураження проти звичайної агресії.

## Держави, які заявили про політику «незастосування першим»

### Китай
Китай став першою ядерною державою, яка оприлюднила своє зобов'язання дотримуватися цієї політики, коли вперше отримав ядерну зброю у 1964 році, і на 2022 рік лишається єдиною державою, що стверджує про безумовне дотримання цього зобов'язання. Іншими словами, Китай зобов'язується «не використовувати першим ядерну зброю в будь-який час і за будь-яких обставин» та «не застосовувати і не погрожувати застосуванням ядерної зброї проти будь-яких держав, які не володіють ядерною зброєю, або у без'ядерних зонах, у будь-який час і за будь-яких обставин». Під час холодної війни Китай вирішив зберегти невеликий розмір свого ядерного арсеналу і не брати участь у міжнародній гонці ядерних озброєнь зі Сполученими Штатами та Радянським Союзом. Китай неодноразово підтверджував свою політику заборони на використання ядерної зброї першим — у 2005, 2008, 2009 і 2011 році. Крім того, Китай регулярно закликав Сполучені Штати прийняти політику невикористання першим, укласти двосторонню угоду з цього приводу окремо з Китаєм і між п'ятьма іншими державами, що володіють ядерною зброєю.

### Індія
Індія вперше прийняла політику «незастосування першим» після своїх других ядерних випробувань, Pokhran-II, у 1998 році. У серпні 1999 року уряд Індії оприлюднив проект доктрини яка стверджує, що ядерна зброя призначена виключно для стримування і що Індія дотримуватиметься політики застосування цієї зброї лише у відповідь. У документі також стверджується, що Індія «не буде першою, хто завдасть першого ядерного удару, але відповість каральною відплатою в разі провалу стримування», і що рішення щодо дозволу на використання ядерної зброї будуть прийматися прем'єр-міністром або призначеною ним особою". За даними Національної науково-дослідницької корпорациї Великобританії, незважаючи на загострення відносин з Пакістаном у 2001-2002 роках, Індія лишається відданою своїй політиці невикористання ядерної зброї першою. Триває процес розробки Індією ядерної доктрини, заснованої на «надійному мінімальному стримуванні».
У своїй промові 21 жовтня 2010 року в Коледжі національної оборони в Нью-Делі радник з національної безпеки Індії Шівшанкар Менон змінив формулювання з «не використовувати першою» на «не використовувати першою проти держав, які не володіють ядерною зброєю», але стверджується, що це була не суттєва зміна, а «невинна друкарська або лексична помилка в тексті промови».
Прем'єр-міністр Моді перед загальними виборами у 2014 році підтвердив прихильність політиці «невикористання першим». У квітні 2013 року Ш'ям Саран, керівник Консультативної ради з національної безпеки, підтвердив, що незалежно від масштабів ядерної атаки на Індію, за допомогою як тактичної або стратегічної ядерної зброї, Індія завдала б масового удару у відплату. Це було сказано у відповідь на питання, чи вплине на індійську доктрину відплати «невикористання першим» розробка тактичної ядерної зброї Пакистаном. 10 листопада 2016 року міністр оборони Індії Манохар Паррікар поставив під сумнів політику Індії щодо відмови від використання ядерної зброї першою та запитав, навіщо Індія має накладати на себе такі обмеження, якщо вона є «відповідальною ядерною державою». При цьому він уточнив, що це його особиста думка.
16 серпня 2019 року міністр оборони Індії Раджнатх Сінгх, виступаючи з нагоди річниці смерті колишнього прем'єр-міністра Атала Біхарі Ваджпаї, заявив, що політика Індії щодо «невикористання першим» може змінюватися залежно від обставин. Саме уряд Ваджпаї у 1998 році провів ядерні випробування Pokhran-II.

## Держави, які проти політики «незастосування першим»
Пакистан, Росія, Велика Британія, Сполучені Штати Америки та Франція заявляють, що вони використовуватимуть ядерну зброю проти ядерних чи неядерних держав лише якщо самі зазнають вторгнення чи іншого нападу на їхню свою територію або територію своїх союзників.
Історично військова стратегія НАТО, беручи до уваги чисельну перевагу неядерних сил країн Варшавського договору, припускала, що для перемоги над радянським вторгненням використання тактичної ядерної зброї було б необхідним.
На XVI саміті НАТО у квітні 1999 року Німеччина запропонувала НАТО прийняти політику «невикористання першими», але цю пропозицію було відхилено. У 2022 році лідери п'ятьох ядених держав-підписантів ДНЯЗ (Росія, Китай, Британія, США і Франція) виступили із заявою про запобігання ядерній війні, стверджуючи що ядерну війну не можна починати, оскільки виграти у ній неможливо.

### Радянський Союз і Росія
В 1982 році Радянський Союз прийняв офіційну заборону на застосування ядерної зброї першим, коли міністр закордонних справ Андрій Громико зачитав в ООН обіцянку Генерального секретаря Леоніда Брежнєва не вдаватися до превентивного ядерного удару. Тим не менш цю обіцянку не було сприйнято всерйоз, і оприлюднені пізніше документи радянських збройних сил підтвердили, що радянські військові мали плани превентивного ядерного удару та розглядали його під час кризи Able Archer 83.
Після розпаду СРСР Російська Федерація в 1993 році формально змінила цю політику через слабкість російських збройних сил у пострадянський період. Всю свою військову доктрину Росія описує як оборонну. Що стосується конкретно ядерної зброї, то Росія залишає за собою право на її застосування в таких випадках:
- у відповідь на застосування проти неї або її союзників ядерної та інших видів зброї масового ураження;
- у разі агресії проти Росії із застосуванням звичайної зброї, коли під загрозою стоїть саме існування держави[31].

Військова доктрина, переформульована у 2014 році, не відійшла від цієї позиції.
У статті 4 указу президента Росії «Про ядерне стримування» від 2020 року використано формулювання: «стримування потенційного супротивника від агресії проти Російської Федерації та/або її союзників. У разі військового конфлікту ця політика передбачає запобігання ескалації військових дій та їх припинення на умовах, прийнятних для Російської Федерації та/або її союзників». Це було інтерпретовано як ствердження, що Росія лишає за собою право використовувати ядерну зброю для досягнення своїх військових цілей в ході неядерних сценаріїв.
Під час російського вторгнення в Україну у 2022 році спостерігачі висловлювали занепокоєння можливістю превентивного використання Росією тактичної ядерної зброї після того, як президент Путін оголосив про мобілізацію російських ядерних сил до стану бойової готовності.
З Китаєм Росія дотримується взаємної домовленості щодо політики невикористання першим, яка була розроблена в рамках Договору про добросусідство та дружнє співробітництво. Згідно з другим абзацом статті 2, Китай і Росія погодилися, що «сторони договору підтверджують своє зобов'язання щодо того, що вони не будуть першими застосовувати ядерну зброю одна проти одної та не будуть націлювати одна на одну стратегічні ядерні ракети»

### Велика Британія
У березні 2002 року Державний секретар оборони Великобританії Джефф Гун заявив, що Велика Британія готова застосувати ядерну зброю проти «держав-ізгоїв», таких як Баасистський Ірак, якщо ті коли-небудь використають «зброю масового знищення» проти військ британських збройних сил у польових умовах. Цю політику було повторно сформульовано в лютому 2003 року та знову під час огляду стратегічної оборони та безпеки 2010 року Міністерства оборони. У квітні 2017 року міністр оборони Майкл Феллон підтвердив, що Сполучене Королівство використає ядерну зброю для превентивного удару за «найекстремальніших обставин». Феллон заявив у парламентській відповіді, що Велика Британія у своїй політиці щодо ядерної зброї не схиляється до жодної з двох доктрин «застосовувати першим» і «не застосовувати першим», щоб противники не знали, коли від неї чекати на ядерний удар.

### США
Сполучені Штати відмовилися прийняти політику невикористання ядерної зброї першими та заявляють, що зберігають за собою право у разі конфлікту першими її застосувати. Частково це було зроблено для того, щоб забезпечити «ядерну парасольку» над союзниками в НАТО як засіб стримування від неядерного нападу країн Варшавського договору під час холодної війни, і після її завершення НАТО продовжує дотримуватися такої політики. Мало того, Сполучені Штати і НАТО не тільки відмовилися від «невикористання першим», але до 1967 року вони підтримували ядерну доктрину «масованої відплати», у якій ядерна зброя очеидно використовувалася б для захисту Північної Америки чи Західної Європи від неядерного нападу. Хоча цю стратегію було переглянуто, США і НАТО залишили за собою право використовувати ядерну зброю першими відповідно до нової доктрини «гнучкого реагування»
Доктрина США щодо використання ядерної зброї була переглянута в «Огляді ядерної політики», опублікованому 6 квітня 2010 р. Цей документ зменшує роль ядерної зброї США наступним твердженням: «Фундаментальна роль ядерної зброї США, яка триватиме до тих пір, поки існуватиме ядерна зброя, — це стримування ядерної атаки на Сполучені Штати, наших союзників і партнерів». Доктрина США також запевняє інші держави: «Сполучені Штати не будуть використовувати ядерну зброю або погрожувати її застосуванням проти неядерних держав, які є учасниками ДНЯЗ і виконують свої зобов'язання щодо нерозповсюдження ядерної зброї». Стосовно держав, які мають право на ці гарантії, Сполучені Штати обіцяють не використовувати ядерну зброю у відповідь на хімічну або біологічну атаку, але заявляють, що винні в такому нападі будуть притягнуті до відповідальності та зіткнуться з перспективою нищівної відповіді за допомогою звичайної зброї. Навіть у випадку держав, які права на зазначену гарантію не мають, Сполучені Штати розглядатимуть можливість використання ядерної зброї лише в екстремальних обставинах для захисту життєво важливих інтересів самих Сполучених Штатів або їхніх союзників і партнерів. Також «Огляд ядерної політики» зазначає: «США та всі інші країни зацікавлені, щоб майже 65-річний рекорд невикористання ядерної зброї був продовжений назавжди».
За часів президентства Джорджа Буша-молодшого ця політика була змінена у «Доктрині спільних ядерних операцій», складеній під керівництвом голови Об'єднаного комітету начальників штабів генерала ВПС Річарда Майєрса. Ця нова доктрина передбачає, що президент може надати дозвіл президента на використання ядерної зброї для запобігання нападу на США країни або терористичної групи з використанням зброї масового знищення. Крім того, цей проєкт передбачає можливість використання ядерної зброї для знищення виявлених запасів ядерної, біологічної чи хімічної зброї ворога.
Повідомляється, що у серпні 2016 року президент Барак Обама розглядав можливість ухвалення політики «незастосування першим». Втім, декілька посадовців Кабінету міністрів, зокрема держсекретар Джон Керрі, міністр оборони Ештон Картер і міністр енергетики Ернест Моніз, переконали Обаму в тому, що така політика може збентежити союзників США, і він вирішив не робити цього.
Під час північнокорейської кризи 2017—2018 років були спроби або поставити умову додаткового схвалення Конгресом для превентивного ядерного удару або взагалі заборонити такий удар та нав'язати політику «незастосування першим». Комітет із закордонних справ Сенату під головуванням Боба Коркера вперше за 41 рік провів засідання щодо повноважень президента використовувати ядерну зброю.
З 2017 року Тед Лью, Ед Маркі, Елізабет Воррен і Адам Сміт вносили законопроєкти, які обмежують можливість президента віддавати наказ про нанесення превентивного ядерного удару.
Кількість закликів обмежити можливість президента в односторонньому порядку віддавати такий наказ зросла після нападу на Капітолій Сполучених Штатів 6 січня 2020 року.
Під час президентських виборів у Сполучених Штатах у 2020 році остаточний переможець Джо Байден висловив підтримку декларації про «єдину мету», підтверджуючи, що ядерна зброя США буде використовуватися лише як засіб стримування, хоча це відрізняється від декларації про «невикористання першим», яка вказує на те, що Сполучені Штати не використовуватимуть ядерну зброю в односторонньому порядку.

### Пакистан
Міністр закордонних справ Пакистану Шамшад Ахмад попередив, що у випадку вторгнення або іншого нападу на цю країну, вона використає для захисту «будь-яку зброю зі свого арсеналу»
Пакистан відмовляється прийняти доктрину «невикористання першим» і заявляє, що запустить ядерну зброю, навіть якщо інша сторона не використає таку зброю першою. Асиметрична ядерна позиція Пакистану значно впливає на здатність Індії вжити заходів у відповідь, як показали кризи 2001 та 2008 років, коли недержавні суб’єкти здійснили смертельні терористичні атаки на Індію, але відповідь з її боку була відносно поміркованою. Військовий представник заявив, що «загроза Пакистану першим застосувати ядерну зброю стримувала Індію від завдання звичайних військових ударів»
Радник з національної безпеки Пакистану Сартадж Азіз захистив політику превентивного застосування Пакистаном ядерної зброї, заявляючи, що ця доктрина має суто стримуючий характер, оскільки її відсутність призвела б до масштабної війни з Індією.

### Північна Корея
Заявлена політична позиція Північної Кореї полягає в тому, що ядерна зброя ніколи не буде використовуватися нею для превентивного удару, але у разі спроби військової агресії проти неї, Північна Корея може застосувати для відплати свою «найпотужнішу наступальну силу»

## Ізраїль
Хоча Ізраїль офіційно не підтверджує і не заперечує наявності у нього ядерної зброї, поширена думка, що ядерна зброя в Ізраіля є. Незмінна неоднозначна позиція Ізраїлю ставить його в складне становище, оскільки оприлюднення заяви про «невикористання першим» значитиме визнання володіння ядерною зброєю.
За твердженнями Ізраїлю, він «не буде першою країною Близького Сходу, яка офіційно розмістить ядерну зброю в цьому регіоні».
Припускають, що у випадку завдання Ізраїлю істотної шкоди та/або загрозі повного знищення він може використати «Варіант Самсона» — стратегію стримування «останнього засобу», яка полягатиме в масованій відплаті за допомогою ядерної зброї. За словами ізраїльського історика Авнера Коена, політика Ізраїлю щодо ядерної зброї, сформульована в 1966 році, обертається навколо чотирьох «червоних ліній», які можуть призвести до ядерної відповіді Ізраїлю:
- Успішне військове вторгнення в населені райони в межах кордонів Ізраїлю.
- Знищення ізраїльських ВПС.
- Масовані і руйнівні авіабомбардування ізраїльских міст або хімічні чи біологічні атаки на міста.
- Застосування проти Ізраїлю ядерної зброї[45].

## Виноски
1. ↑  India's Response to CBW attack. Manohar Parrikar Institute for Defence Studies and Analyses.
2. ↑  Sundaram, Kumar; Ramana, M.V. (2018). India and the Policy of No First Use of Nuclear Weapons. Journal for Peace and Nuclear Disarmament. 1: 152—168. doi:10.1080/25751654.2018.1438737.
3. ↑  NATO's Nuclear Weapons: The Rationale for 'No First Use' | Arms Control Association [Архівовано 2019-07-29 у Wayback Machine.] — July/August 1999 — Jack Mendelsohn
4. ↑  Chang, Gordon (27 липня 2016). Declaring a no-first-use nuclear policy would be exceedingly risky. Bulletin of the Atomic Scientists. Архів оригіналу за 28 липня 2016. Процитовано 24 січня 2018.
5. ↑  Tierney, Dominic. Refusing to Nuke First Is for the Powerful. The Atlantic (амер.). Процитовано 24 січня 2018.
6. ↑  Schmemann, Serge (4 листопада 1993). Russia Drops Pledge of No First Use of Atom Arms. The New York Times. Процитовано 2 січня 2012.
7. ↑  No First Use of Nuclear Weapons meeting: paper by Yuri Fedorov, 'Russia's Doctrine on the Use of Nuclear Weapons' [Архівовано 4 грудня 2008 у Wayback Machine.] — Pugwash Meeting no. 279 London, UK, 15–17 November 2002
8. 1 2 3 4 5  'No First Use' and Nuclear Weapons. Council on Foreign Relations (англ.). Процитовано 19 березня 2022.
9. ↑  Key Issues: Nuclear Weapons: Issues: Policies: No First Use Policy. Nuclearfiles.org. Архів оригіналу за 4 лютого 2012. Процитовано 30 квітня 2013.
10. ↑  No-First-Use (NFU). Nuclear Threat Initiative. Архів оригіналу за 25 січня 2010.
11. ↑  Statement on security assurances issued on 5 April 1995 by the People's Republic of China (PDF). United Nations. 6 квітня 1995. S/1995/265. Архів оригіналу (PDF) за 17 грудня 2014. Процитовано 20 вересня 2012.
12. ↑  Draft Report of National Security Advisory Board on Indian Nuclear Doctrine. Indianembassy.org. Архів оригіналу за 5 грудня 2009. Процитовано 30 квітня 2013.
13. ↑  [shodhganga.inflibnet.ac.in:8080/jspui/bitstream/…/08_chapter%204.pdf A Rani (2013)]
14. ↑  Shivshankar Menon at NDC (Speech). Архів оригіналу за 27 січня 2013. Процитовано 30 квітня 2013.
15. ↑  Did India Change its Nuclear Doctrine?: Much Ado about Nothing. Manohar Parrikar Institute for Defence Studies and Analyses. Процитовано 19 червня 2019.
16. ↑  Modi says committed to no first use of nuclear weapons. Reuters. 16 квітня 2014. Архів оригіналу за 19 червня 2019. Процитовано 19 червня 2019.
17. ↑  Bagchi, Indrani (30 квітня 2013). Even a midget nuke strike will lead to massive retaliation, India warns Pak. The Economic Times. Процитовано 30 квітня 2013.
18. ↑  Analysis: New Pakistani Tactical Nuclear Weapons — Implications And Ramifications. Space Daily. 16 лютого 2013.
19. ↑  India's defense minister questions its no first-use nuclear policy — then says it's his personal opinion. The Washington Post. 10 листопада 2016. Процитовано 16 серпня 2019.
20. ↑  Special Correspondent (16 серпня 2019). 'No First Use' nuclear policy depends on circumstances: Rajnath Singh. The Hindu (en-IN) . ISSN 0971-751X. Процитовано 16 серпня 2019.
21. ↑  d'Ancona, Matthew (26 жовтня 2003). Pentagon wants 'mini-nukes' to fight terrorists — Telegraph. London: Julian Coman in Washington. Архів оригіналу за 4 грудня 2003. Процитовано 14 вересня 2007.
22. ↑  Heuser, Beatrice (1997). NATO, Britain, France, and the FRG nuclear strategies and forces for Europe, 1949-2000. New York: St. Martin's Press. с. 120—121. ISBN 9780230377622. Процитовано 30 березня 2017.
23. ↑  The East-West Strategic Balance. 1982.
24. ↑  Healy, Melissa (3 жовтня 1987). Senate Permits Study for New Tactical Nuclear Missile. Los Angeles Times. Процитовано 8 серпня 2012.
25. ↑  Germany Raises No-First-Use Issue at NATO Meeting | Arms Control Association. Armscontrol.org. Процитовано 30 квітня 2013.
26. ↑  Reuters (4 січня 2022). Russia, China, Britain, U.S. and France say no one can win nuclear war. Reuters (англ.). Процитовано 20 березня 2022.
27. ↑  Goshko, John M. (16 червня 1982). Soviet Chief Renounces First Use of A-Weapons. Washington Post (амер.). ISSN 0190-8286. Процитовано 19 березня 2022.
28. ↑  Soviet plan for WW3 nuclear attack unearthed. www.telegraph.co.uk. Процитовано 19 березня 2022.
29. ↑  Able Archer 83: the Nato war-game that nearly spelled nuclear disaster. www.historyextra.com (англ.). Процитовано 20 березня 2022.
30. ↑  Efron, Sonni (4 листопада 1993). Russia Discards Soviet Legacy of No First Use of A-Weapons. Los Angeles Times (амер.). Процитовано 19 березня 2022.
31. ↑  Voyennaya doktrina Rossiyskoy Federatsii [Military doctrine of the Russian Federation]. scrf.gov.ru (рос.). Moscow: Security Council of the Russian Federation. 25 червня 2010. Архів оригіналу за 4 травня 2011..
32. ↑  Military doctrine of the Russian Federation of 2014  paragraph 27
33. ↑  Basic Principles of State Policy of the Russian Federation on Nuclear Deterrence. GlobalSecurity.org. 8 червня 2020.
34. ↑  Topychkanov, Petr (1 жовтня 2020). Russia's nuclear doctrine moves the focus from non-Western threats. Stockholm International Peace Research Institute.
35. ↑  Ukraine war: Could Russia use tactical nuclear weapons?. BBC News (брит.). 16 березня 2022. Процитовано 19 березня 2022.
36. ↑  Treaty of Good-Neighborliness and Friendly Cooperation Between the People's Republic of China and the Russian Federation Article 2, second paragraph
37. ↑  BBC News — UK 'prepared to use nuclear weapons'. 20 березня 2002. Архів оригіналу за 20 жовтня 2002. Процитовано 14 вересня 2007.
38. ↑  BBC NEWS — UK restates nuclear threat. BBC News. 2 лютого 2003. Процитовано 14 вересня 2007.
39. ↑  Merrick, Rob (24 квітня 2017). Theresa May would fire UK's nuclear weapons as a 'first strike', says Defence Secretary Michael Fallon. The Independent. Архів оригіналу за 25 квітня 2017. Процитовано 24 квітня 2017.
40. ↑  Fallon, Michael (5 вересня 2017). Nuclear Weapons:Written question - 8502. Процитовано 18 листопада 2018.
41. ↑  NATO's Nuclear Weapons: The Rationale for 'No First Use' | Arms Control Association. www.armscontrol.org. Процитовано 19 березня 2022.
42. ↑  NATO's Nuclear Weapons: The Rationale for 'No First Use' | Arms Control Association. www.armscontrol.org. Процитовано 20 березня 2022.
43. ↑  Nuclear Posture Review Report, U.S. Department of Defense, April 2010.
44. ↑  Doctrine for Joint Nuclear Operations (PDF).
45. 1 2  Sonne, Paul; Lubold, Gordon; Lee, Carol E. (12 серпня 2016). 'No First Use' Nuclear Policy Proposal Assailed by U.S. Cabinet Officials, Allies. The Wall Street Journal (амер.). ISSN 0099-9660.
46. ↑  The dangers of no-first-use. 22 серпня 2016. Процитовано 19 червня 2019.
47. ↑  Sanger, David E.; Broad, William J. (5 вересня 2016). Obama Unlikely to Vow No First Use of Nuclear Weapons. The New York Times. Процитовано 19 червня 2019.
48. ↑  Tierney, Dominic (14 вересня 2016). Refusing to Nuke First Is for the Powerful. The Atlantic. Процитовано 19 червня 2019.
49. ↑  Mitchell, Ellen (3 травня 2017), Lawmakers back push to curtail Trump's nuclear strike ability, The Hill, процитовано 7 січня 2018
50. ↑  Lillis, Mike (12 жовтня 2017), Pelosi urges new law to limit president's use of nuclear weapons, The Hill, процитовано 7 січня 2018
51. ↑  Senate committee questions Trump's nuclear authority. Reuters (англ.). 14 листопада 2017. Процитовано 19 березня 2022.
52. ↑  Senator Warren, Chairman Smith Unveil Legislation to Establish "No-First-Use" Nuclear Weapons Policy U.S. Senator Elizabeth Warren of Massachusetts. www.warren.senate.gov (англ.). Процитовано 20 березня 2022.
53. ↑  CONGRESSMAN LIEU, SENATOR MARKEY INTRODUCE THE RESTRICTING FIRST USE OF NUCLEAR WEAPONS ACT OF 2017. Congressman Ted Lieu (англ.). 24 січня 2017. Процитовано 19 березня 2022.
54. ↑  Opinion Invasion of Ukraine proves the U.S. must Trump-proof the nuclear codes — fast. NBC News (англ.). Процитовано 19 березня 2022.
55. ↑  Trump-inspired insurrection prompts concern over control of nuclear weapons. Roll Call (англ.). 8 січня 2021. Процитовано 19 березня 2022.
56. ↑  Perry, Elizabeth Warren and William J. No president should have unilateral power to use nuclear weapons: Sen. Warren and Sec. Perry. USA TODAY (амер.). Процитовано 19 березня 2022.
57. ↑  Woolf, Amy F. (2021). U.S. Nuclear Weapons Policy: Considering "No First Use" (PDF). Washington DC: Congressional Research Service. OCLC 1097538161.
58. ↑  Sole Purpose Is Not No First Use: Nuclear Weapons and Declaratory Policy. War on the Rocks (амер.). 22 лютого 2021. Процитовано 20 березня 2022.
59. ↑  Biden, Joseph R.; Jr (10 березня 2022). Why America Must Lead Again. Foreign Affairs (амер.). ISSN 0015-7120. Процитовано 20 березня 2022.
60. ↑  Dixit, J. N. (2 вересня 2003). India-Pakistan in War and Peace — J. N. Dixit — Google Books. ISBN 9781134407583.
61. ↑  Narang, Vipin (January 2010). Pakistan's Nuclear Posture: Implications for South Asian Stability (PDF). Harvard Kennedy School, Belfer Center for Science and International Affairs Policy Brief. Архів оригіналу (PDF) за 3 березня 2016. Процитовано 4 січня 2013.
62. ↑  Boies, Mary McInnis. Promoting U.S.-Pakistan Relations: Future Challenges and Opportunities. Council of Foreign Relations. Процитовано 6 жовтня 2014.
63. ↑  Kim Jong Un's October 10 Speech: More Than Missiles. 38 North. The Henry L. Stimson Center. 13 жовтня 2020. Процитовано 15 жовтня 2020.
64. ↑  Israel's Nuclear Program and Middle East Peace. Lionel Beehner. 10 лютого 2006. Архів оригіналу за 9 лютого 2008. Процитовано 3 листопада 2007.
65. ↑  Hersh, Seymour M. (1991). The Samson Option: Israel's Nuclear Arsenal and American Foreign Policy (вид. 1st). New York: Random House. с. 42, 136—137, 288—289. ISBN 0-394-57006-5. OCLC 24609770.
66. ↑  Cohen, Avner (1998). Israel and the bomb. New York: Columbia University Press. с. 2, 7, 341. ISBN 0-585-04150-4. OCLC 42330721.
67. ↑  Avner Cohen, «Israel's Nuclear Opacity: a Political Genealogy», The Dynamics of Middle East Nuclear Proliferation, pp. 187—212, edited by Steven L. Spiegel, Jennifer D. Kibbe and Elizabeth G. Matthews. Symposium Series, Volume 66, The Edwin Mellen Press, 2001.
68. Blair, Bruce. The Flimsy Case Against No-First-Use of Nuclear Weapons. POLITICO Magazine. Процитовано 19 червня 2019.